# Centaurea litigiosa
Centaurea litigiosa là một loài thực vật có hoa trong họ Cúc. Loài này được (Fiori) Arrigoni mô tả khoa học đầu tiên năm 2003.